# Ка Бергоми (Модена)
Ка Бергоми (итал. Ca' Bergomi) је насеље у Италији у округу Модена, региону Емилија-Ромања.
Према процени из 2011. у насељу је живело 20 становника. Насеље се налази на надморској висини од 63 м.